# JR貨物UM20A形コンテナ
UM20A形コンテナ（UM20Aがたコンテナ）は、日本貨物鉄道（JR貨物）輸送用として籍を編入した30ft・床面積が20m3仕様の、普通品輸送向け私有コンテナ（無蓋コンテナ）である。
形式の数字部位 「 20 」は、無蓋コンテナの床面積を元に決定される。このコンテナの床面積となる20㎥の算出は、厳密には端数四捨五入計算の為に、内容積19.5 - 20.4㎥の間に属するコンテナが対象となる。
また形式末尾のアルファベット一桁部位 「 A 」は、コンテナの使用用途（主たる目的）が 「 普通品（いわゆる、非危険品の輸送）」を表す記号として、付与されている。

## 特記事項

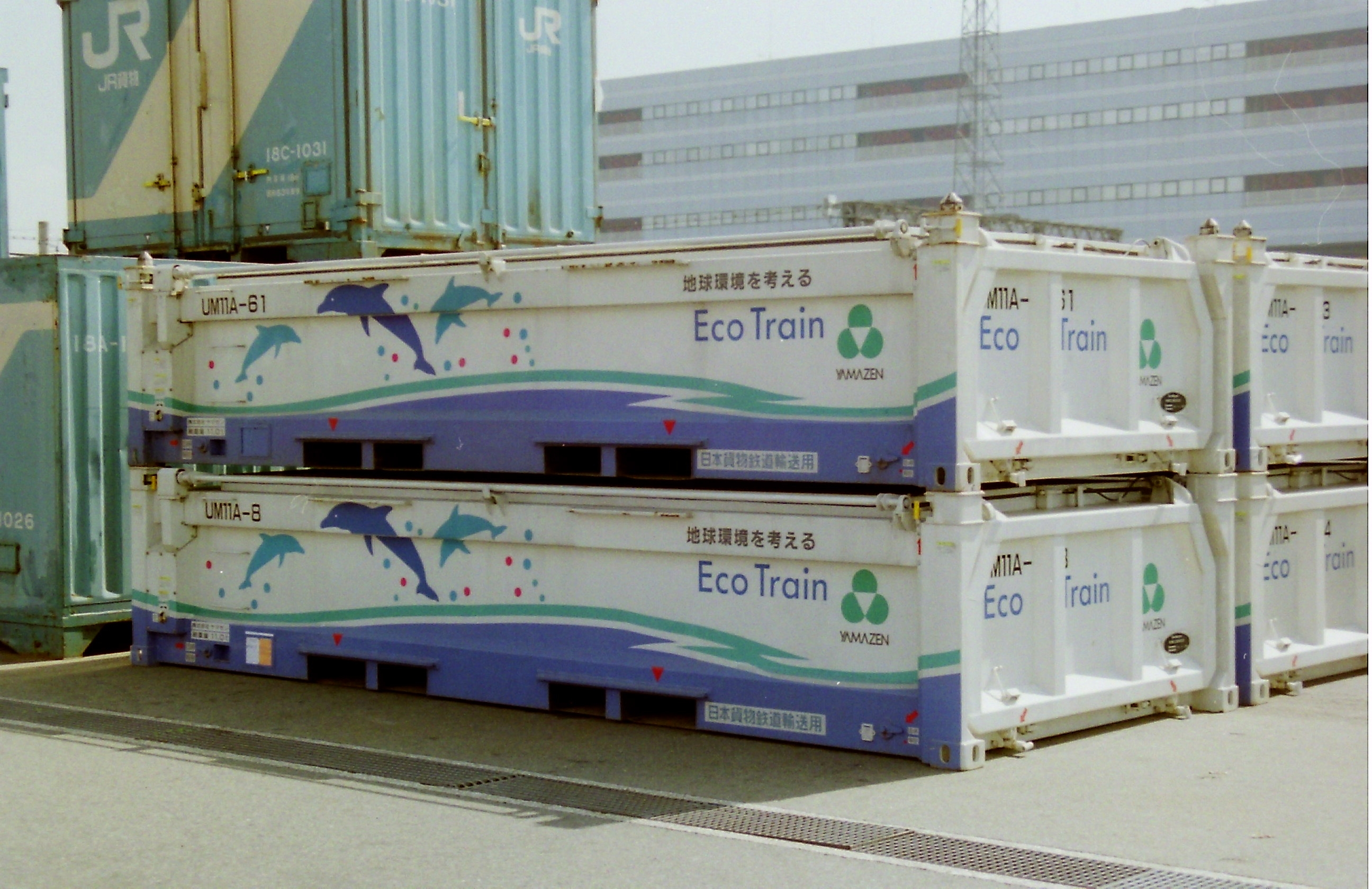
焼却灰輸送用、ダンプ式無蓋コンテナを二段積みにして、左端のコンテナと同等の高さに収めた事例。(東京(タ)にて、1997年10月撮影)

無蓋コンテナの形式によっては、汎用コンテナと同等の高さがあったり、逆に1／8サイズの板型の様に8段（12ftの場合）又は、1／4サイズの薄型の様に4段（20ftの場合）に積み上げてやっとドライコンテナと同等の高さに達するなど、他形式ではタンクコンテナ以外では見られない様な、見た目が多種多彩に入り乱れているのも無蓋コンテナ形式の特徴となっている。
さらに大きな特徴として、個々の構造にもよるが例えば段積み可能構造のコンテナで、輸送後に空コンとなった無蓋コンテナを2 - 4段に積み上げて一個の箱型コンテナ状に仕立てて、回送する方法も近年は盛んに利用されている。これは、通常は私有コンテナとしての空コン回送料金には、ある程度の割引料金が適用されるものの、例えば四個の無蓋コンテナを別々に回送すると四倍の料金が必要となる。これに対して、元々段積みできる構造の場合では四段に積み上げて一個分だけのコンテナとしての回送料金となる。

## 番台毎の概要

### 30000番台
30001 - 30009
JR貨物リース所有。コキ71積載限定。4両はコキ71試作車と同時に、JR貨物籍のM20A形コンテナとして製造されている。

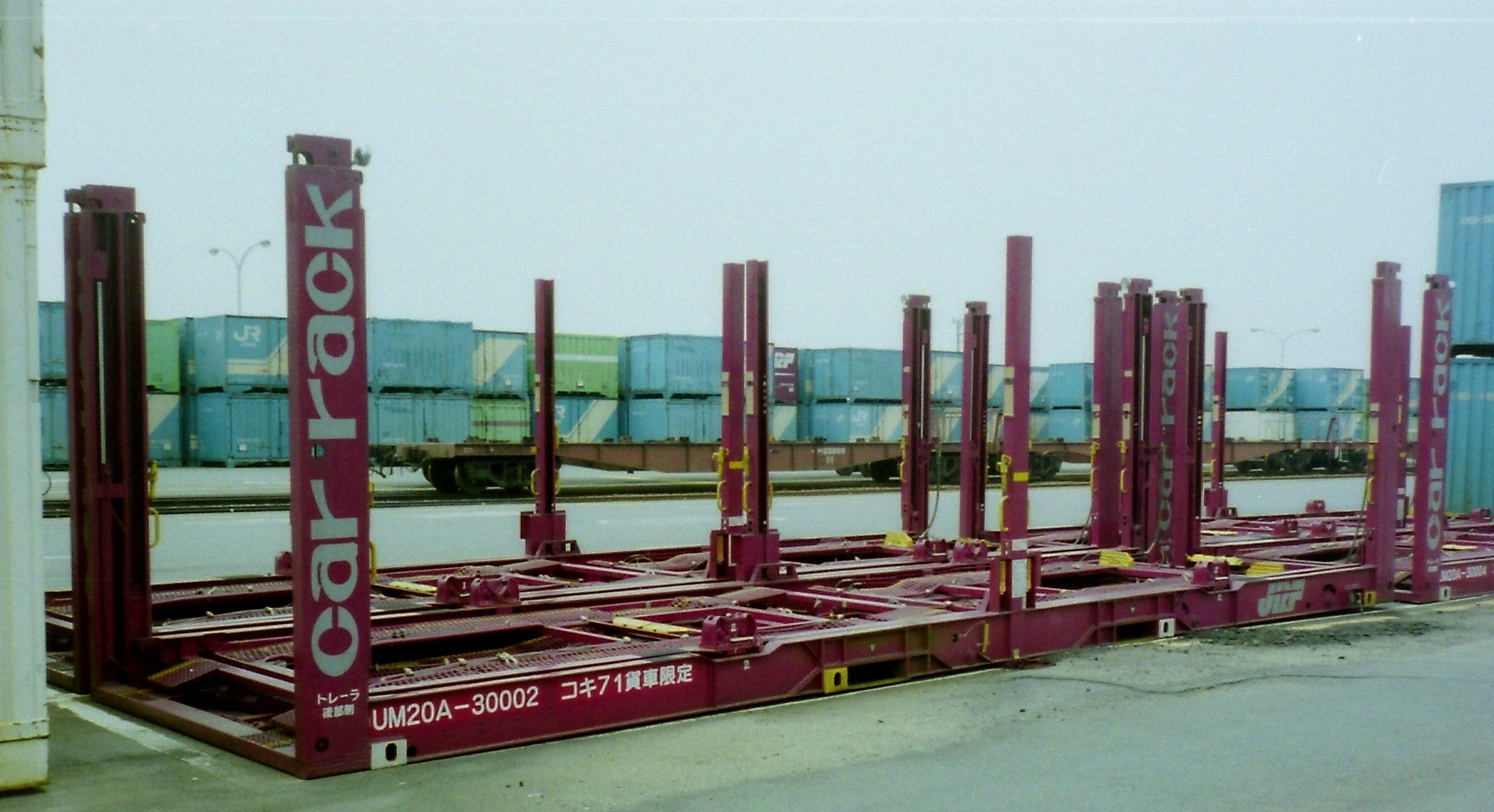
UM20A-30002 JR貨物リース所有。 ※このコンテナは最大四台積載できる。
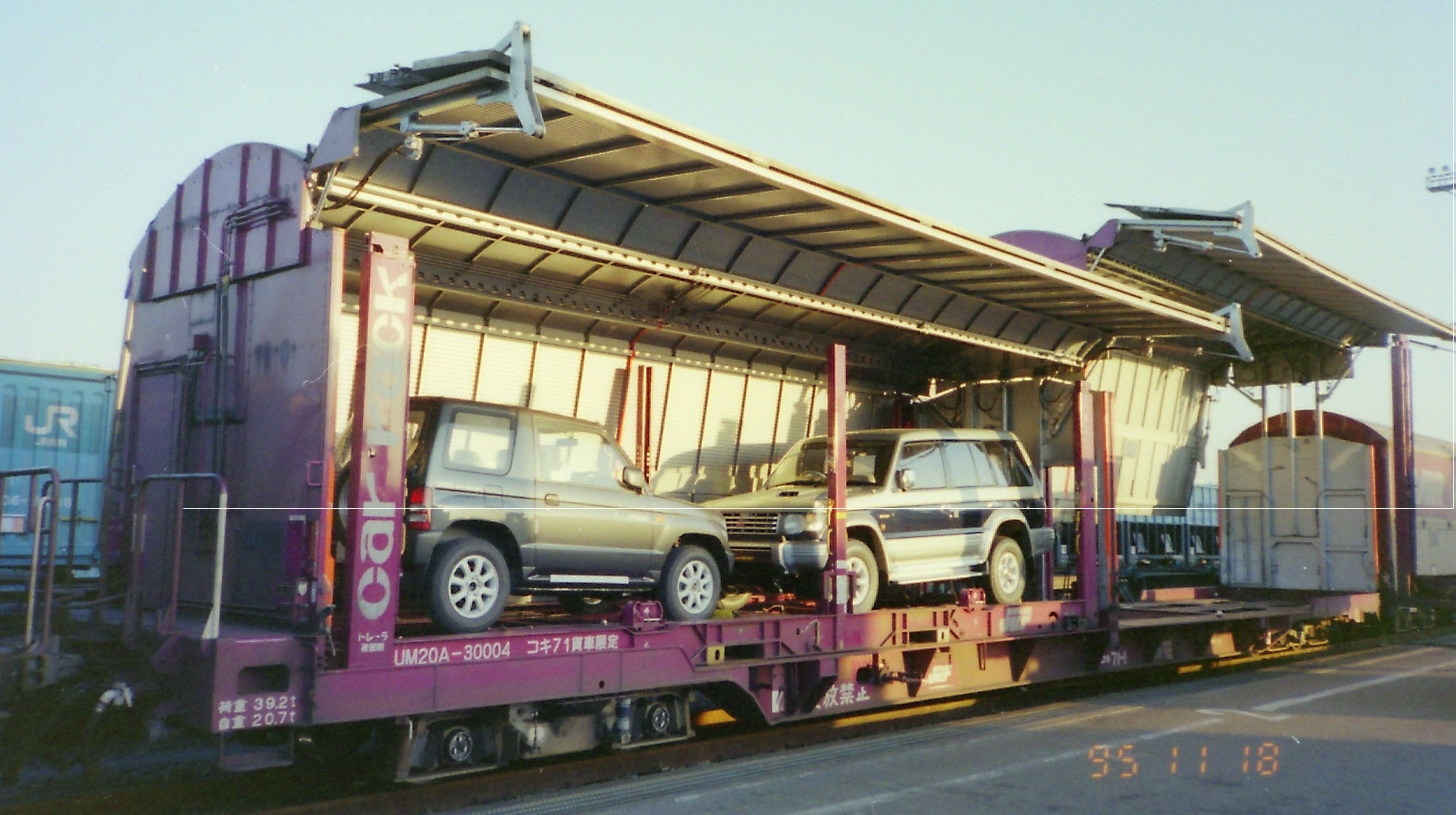
UM20A-30004 JR貨物リース所有。 ※このコンテナは最大四台積載できる。
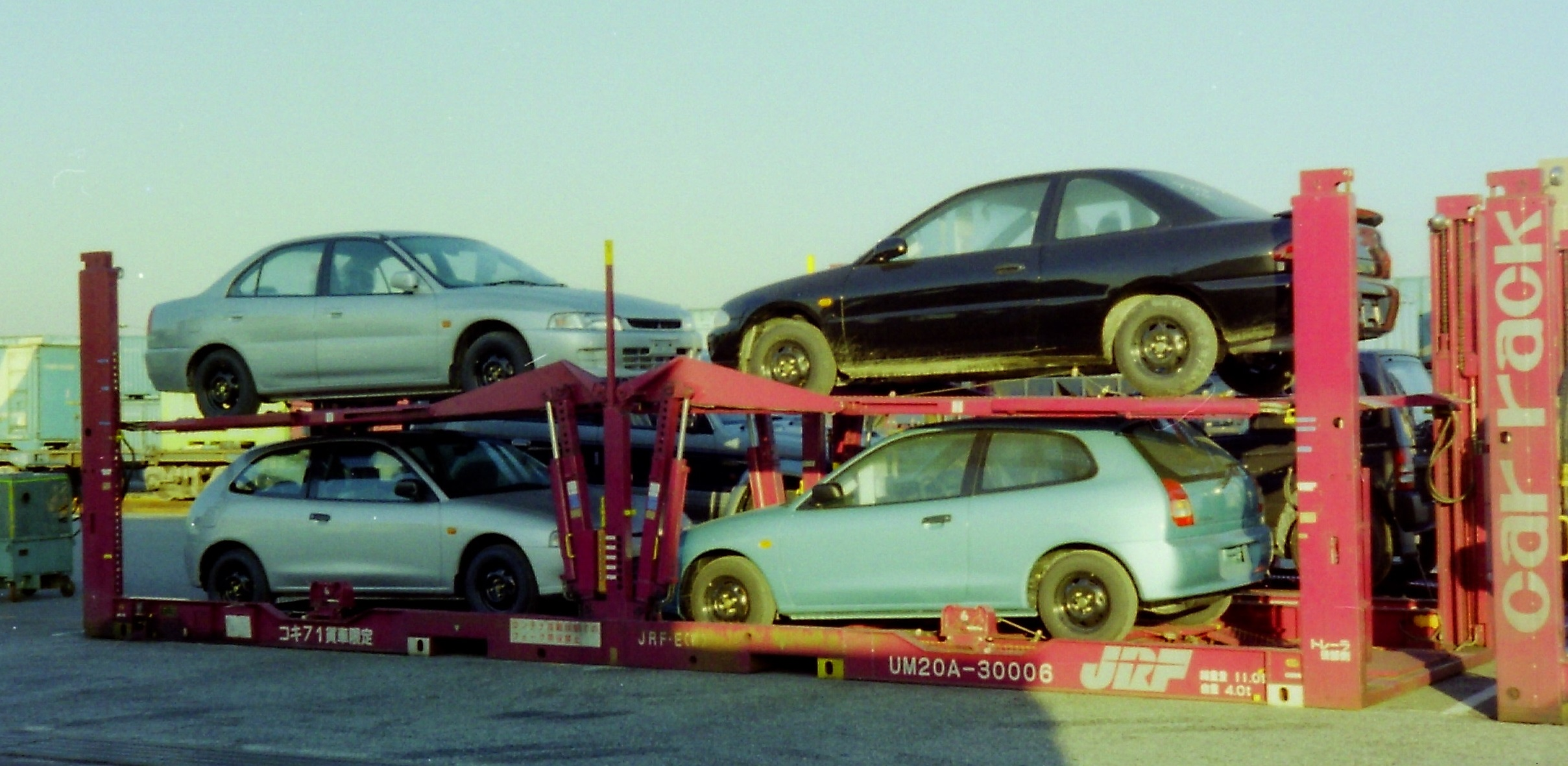
UM20A-30006 JR貨物リース所有。 ※このコンテナは最大五台積載できる。

30010 - 30017
ジェイアールエフ・エンジニアリング所有。コキ71積載限定
30018 - 30037
日本石油輸送所有。総重量13.5t。
※ 回送返空時は二段重ね積みが可能。

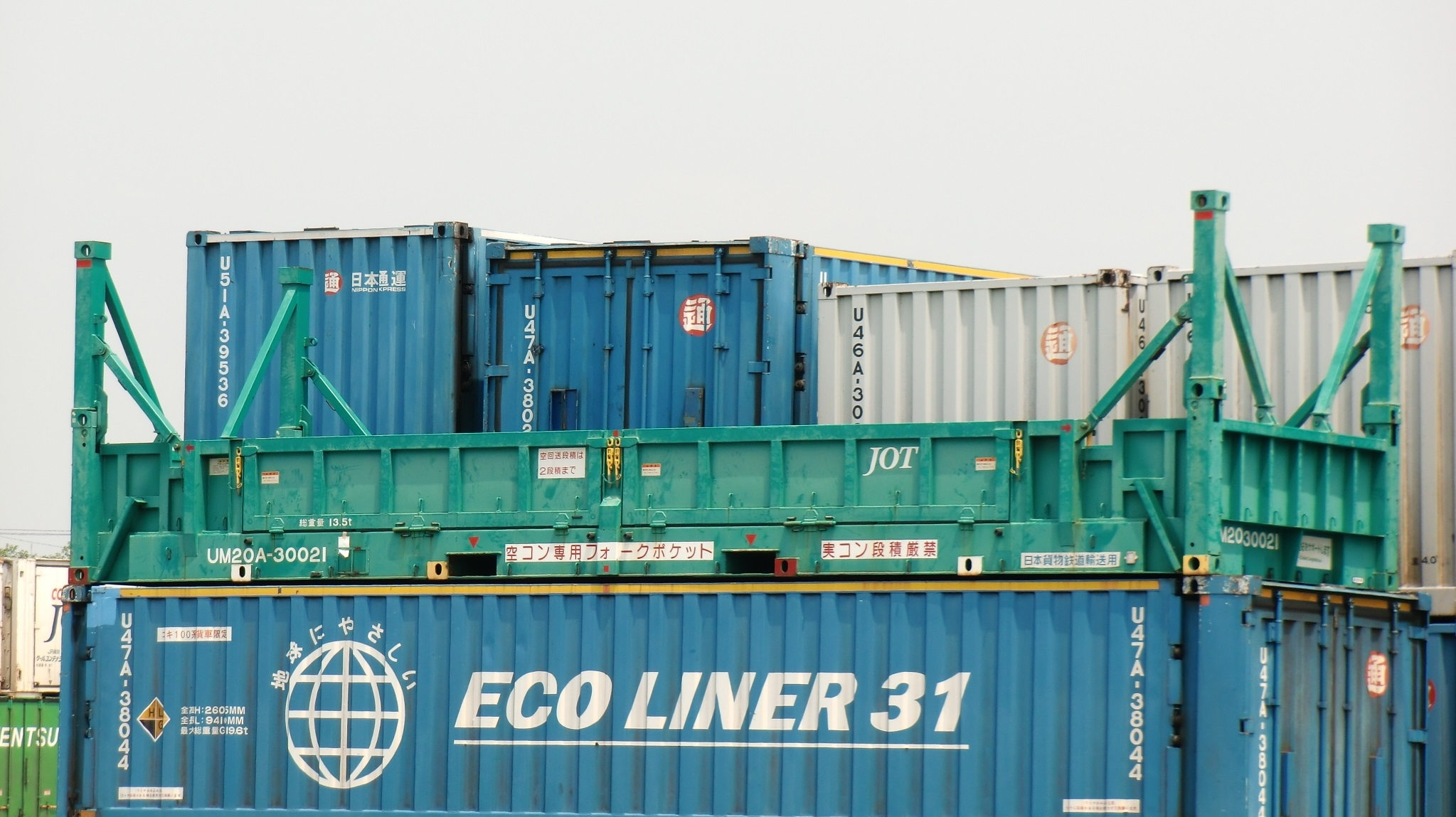
UM20A-30021 日本石油輸送所有。
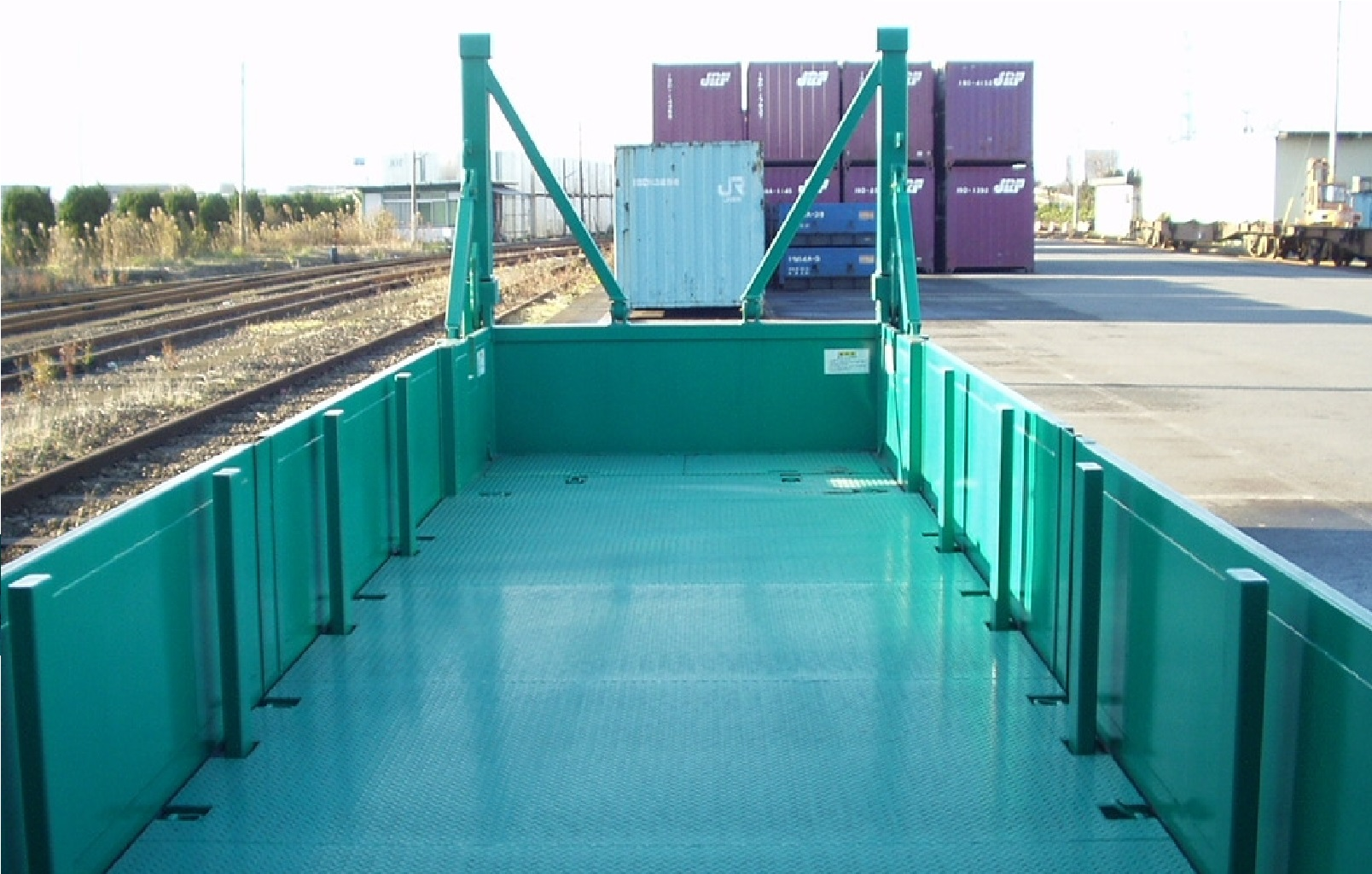
UM20A-30027 日本石油輸送所有。
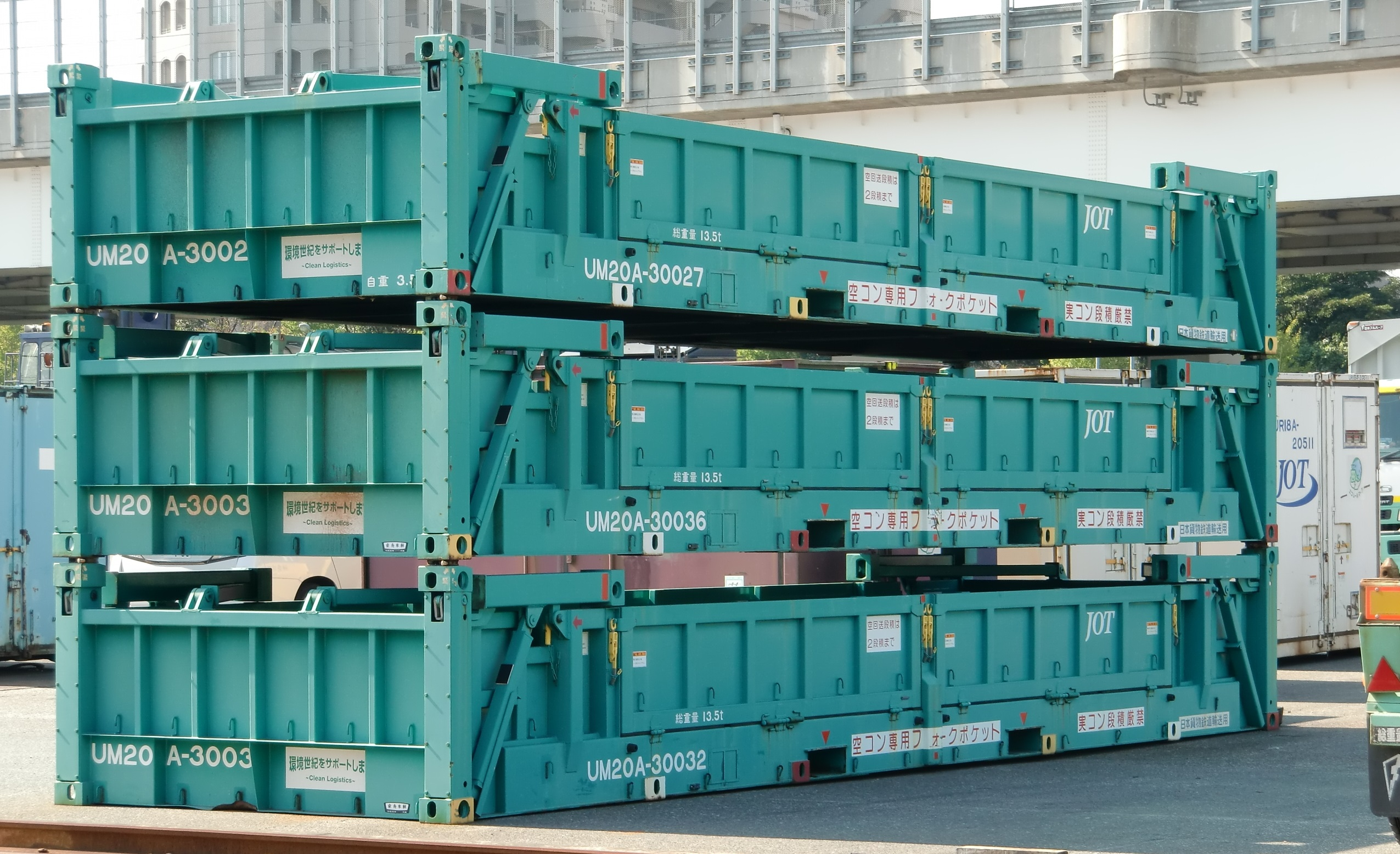
UM20A-30027 日本石油輸送所有。

30038 - 30040
JR東日本が保有するコンテナ。駅のエレベータ設置工事時などにコキ100系に積載されることがある。
全高3,000mm（規格外）、総重量9.5t。緑色で側板がなく、灰色の屋根がある。全高が規格外のため、コキ50000系列には積載できない。また屋根の形状の関係から、トップリフターが使用できない。

### 38000番台
38001 - 38007
山九所有。

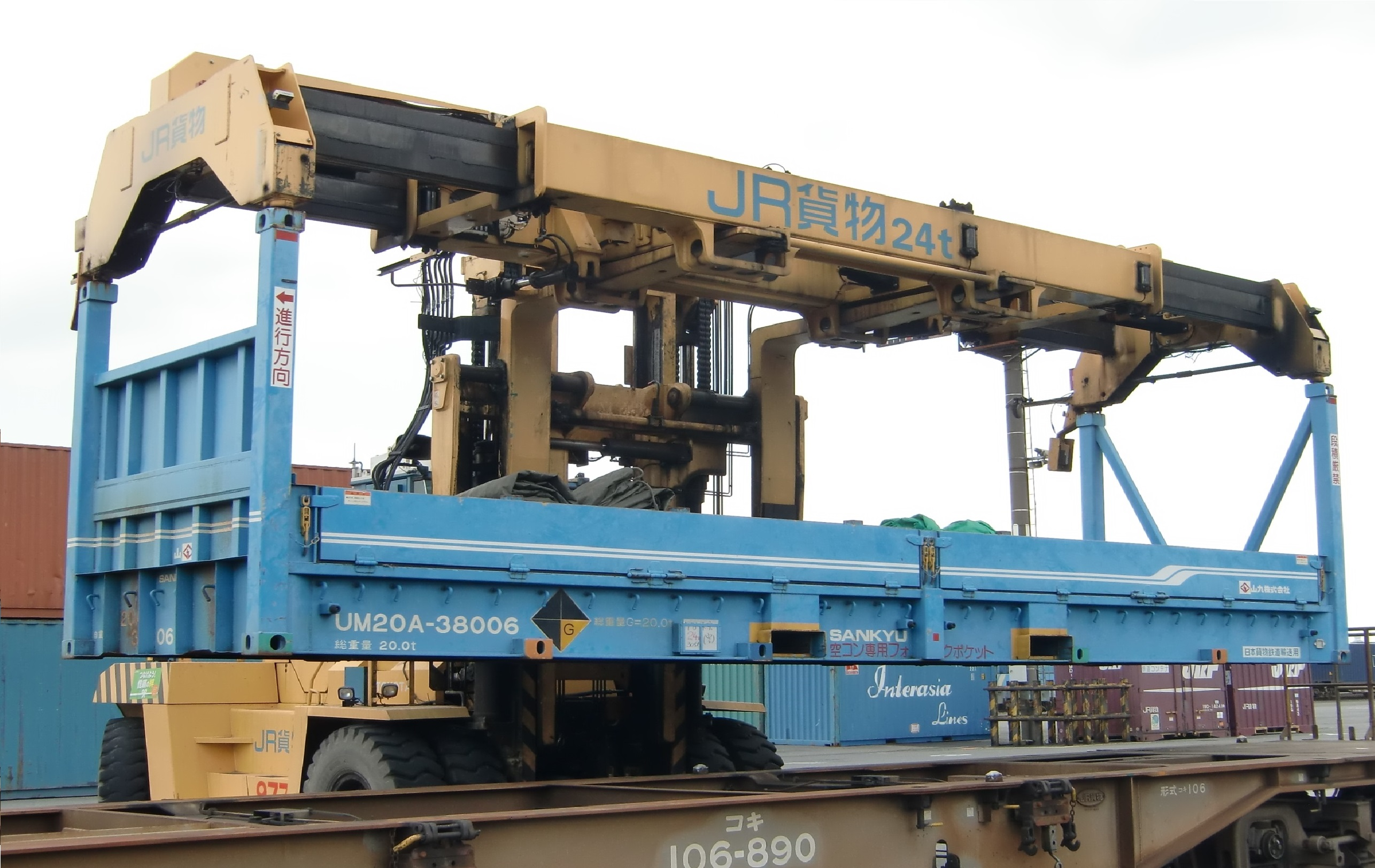
UM20A-38006 山九所有。

38008
所有者不明。
38009 - 38011
朝日工業所有。 (総重量20t)
鋼材輸送用コンテナ。

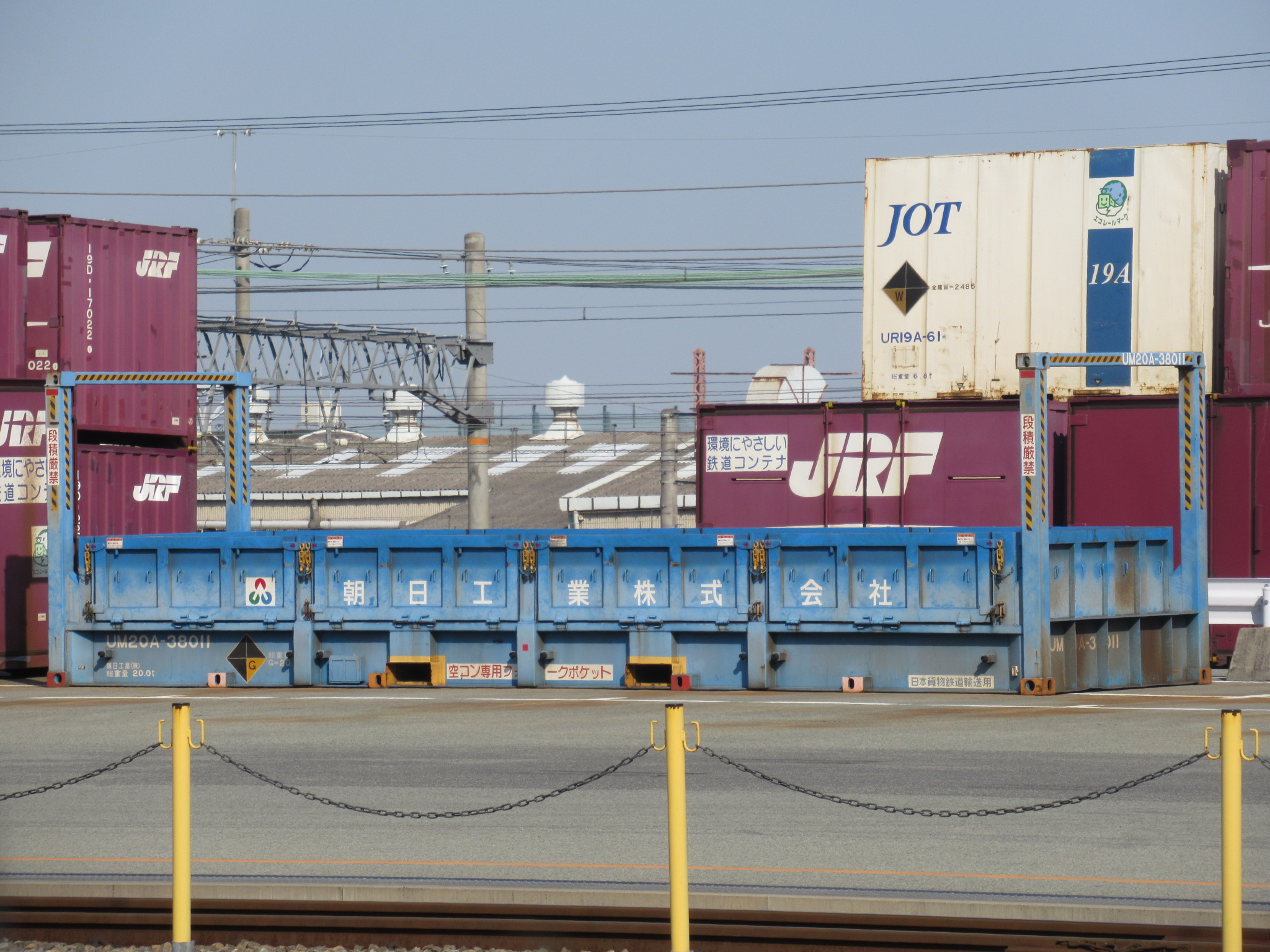
UM20A-38011 朝日工業所有。